# عبد الرحمن بن الفرفور
عبد الرحمن بن محمد بن أحمد بن الفرفور الدمشقي (ق. 1530 - 1 أغسطس 1584) (ق. 937 - 26 رجب 992) فقيه وشاعر عربي شامي من أهل القرن السادس عشر الميلادي/ العاشر الهجري. ولد في دمشق، وتلقّى العلم على نفر من شيوخ عصره. عمل خطيبًا وقاضيًا وكان مشاركًا في عدد من العلوم:‌ في الفقه والنحو والبلاغة والعروض والمنطق. ثم اعتزل الناس واشتغل في عزلته بشيءٍ من التأليف،‌ ولكن لم يصل إلينا شيءٌ من تصنيفه.